# Medalla Conmemorativa del 60.º Aniversario de la Liberación de la República de Bielorrusia de los Invasores Fascistas Alemanes
La Medalla Conmemorativa del 60.º Aniversario de la Liberación de la República de Bielorrusia de los Invasores Fascistas Alemanes (en bielorruso: Юбілейны медаль «60 год вызвалення Рэспублікі Беларусь ад нямецка-фашысцкіх захопнікаў») es una condecoración estatal de la República de Bielorrusia, establecida el 28 de mayo de 2004 por el Decreto del Presidente de la República de Bielorrusia n.º 260 «Sobre el Establecimiento de la Medalla Conmemorativa del 60.º Aniversario de la Liberación de la República de Bielorrusia de los Invasores Fascistas Alemanes». Para conmemorar la liberación del territorio de Bielorrusia de la ocupación alemana.

## Criterios de concesión
La Medalla Conmemorativa del 60.º Aniversario de la Liberación de la República de Bielorrusia de los Invasores Fascistas Alemanes se otorga a:
- Veteranos de la Gran Guerra Patria;
- Prisioneros de campos, prisiones, guetos y otros lugares de detención forzada fascistas, creados por los fascistas y sus aliados durante la Segunda Guerra Mundial;
- Ciudadanos extranjeros y apátridas que residen permanentemente fuera de la República de Bielorrusia, que participaron directamente en las hostilidades para la liberación de Bielorrusia de los invasores nazis durante la Gran Guerra Patria;
- Personal militar de las Fuerzas Armadas de Bielorrusia, otras tropas y formaciones militares, empleados de los órganos estatales y otras personas que hayan realizado una contribución significativa a la educación heroica y patriótica de los ciudadanos de Bielorrusia, perpetuando la memoria de los caídos, organizando eventos dedicados al 65 aniversario de la liberación de la República de Bielorrusia de los invasores nazis.

La persona encargada de entregar la medalla es el Presidente de la República de Bielorrusia o en su defecto:
- Primer ministro y sus adjuntos;
- Jefe de la Administración del presidente de Bielorrusia y su sustitutos;
- Secretario de Estado para el Consejo de Seguridad de Bielorrusia y sus diputados;
- Ministros, presidentes de comités estatales o líderes de otros órganos gubernamentales republicanos y sus sustitutos;
- Jefes de misiones diplomáticas de la República Bielorrusia en países extranjeros;
- Jefes de los órganos ejecutivos y administrativos locales y sus diputados;
- Comandantes de las ramas de las Fuerzas Armadas de Bielorrusia, tropas de mandos operativos y táctico-operativos, jefes de instituciones educativas militares;
- Comandantes de unidades militares;
- Jefes de organizaciones estatales;
- Comisionados militares.

Esta medalla conmemorativa no se volverá a otorgar. No se emitirán duplicados de medallas ni certificados para reemplazar a los que se hayan perdido. Si se pierde la medalla, se permite llevar una barra de la muestra establecida.
Para los ciudadanos de Bielorrusia: la medalla se lleva en el lado izquierdo del pecho y, en presencia de otras órdenes y medallas de Bielorrusia, se coloca justo después de la de la Medalla de Zhúkov. Para los ciudadanos de otros estados, la medalla se usa de acuerdo con las reglas de preferencia de las medallas de cada estado extranjero, por ejemplo, para ciudadanos de Rusia se coloca después de las medallas soviéticas y rusas.

## Descripción
Es una medalla de latón dorado con forma circular de 33 mm de diámetro y con un borde elevado por ambos lados. Todos los elementos de la medalla están grabados.
En el anverso de la medalla, representa una composición escultórica del complejo conmemorativo «Montículo de la Gloria», enmarcado por una media corona de hojas de laurel y roble. En la parte superior de la medalla están los números «1944» y «2004» uno encima de otro, en la parte inferior se encuentra, la imagen de la Orden de la Guerra Patria. 
En el reverso de la medalla, se encuentra la inscripción «60 AÑOS DE LA LIBERACIÓN DE LOS INVASORES FASCISTAS ALEMANES» (en bielorruso, 60 год вызвалення Рэспублікі Беларусь ад нямецка-фашысцкіх захопнікаў) en seis líneas, sobre la inscripción hay una estrella de cinco puntas representada en los pliegues de la cinta, con los números «1944» y «2004».
La medalla está conectada con un ojal y un anillo a un bloque pentagonal cubierto con una cinta muaré de seda con los colores de las cintas de la Medalla por la Victoria sobre Alemania en la Gran Guerra Patria de 1941-1945 (izquierda) y la Medalla al Partisano de la Guerra Patria de 1.er grado (derecha).